# Hermann Philipp von Oer
Hermann Philipp von Oer (auch: Herman Philip von Ohr; * 27. August 1644 in Bruche; † 4. Februar 1703 in Hannover) war ein Herzoglich Braunschweig-Lüneburgischer und später Kurfürstlich Hannoverscher Generalleutnant der Kavallerie, Militärgouverneur und Drost, Stadtkommandant sowie in einer Linie einer der Ahnherren des heutigen Königshauses der Niederlande.

## Leben

### Familie

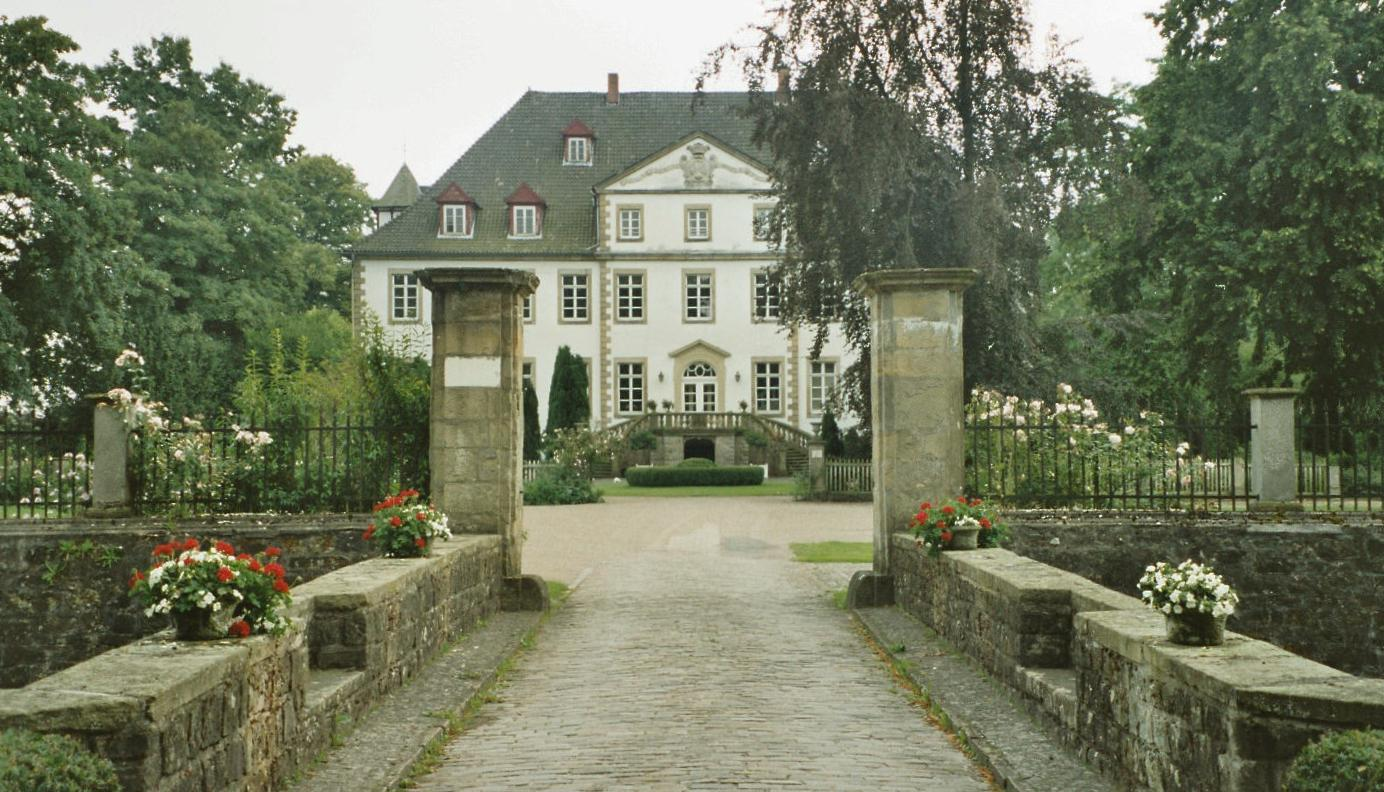
1644 Geburtsstätte von Oers: Gut Bruche, heute in Eicken-Bruche

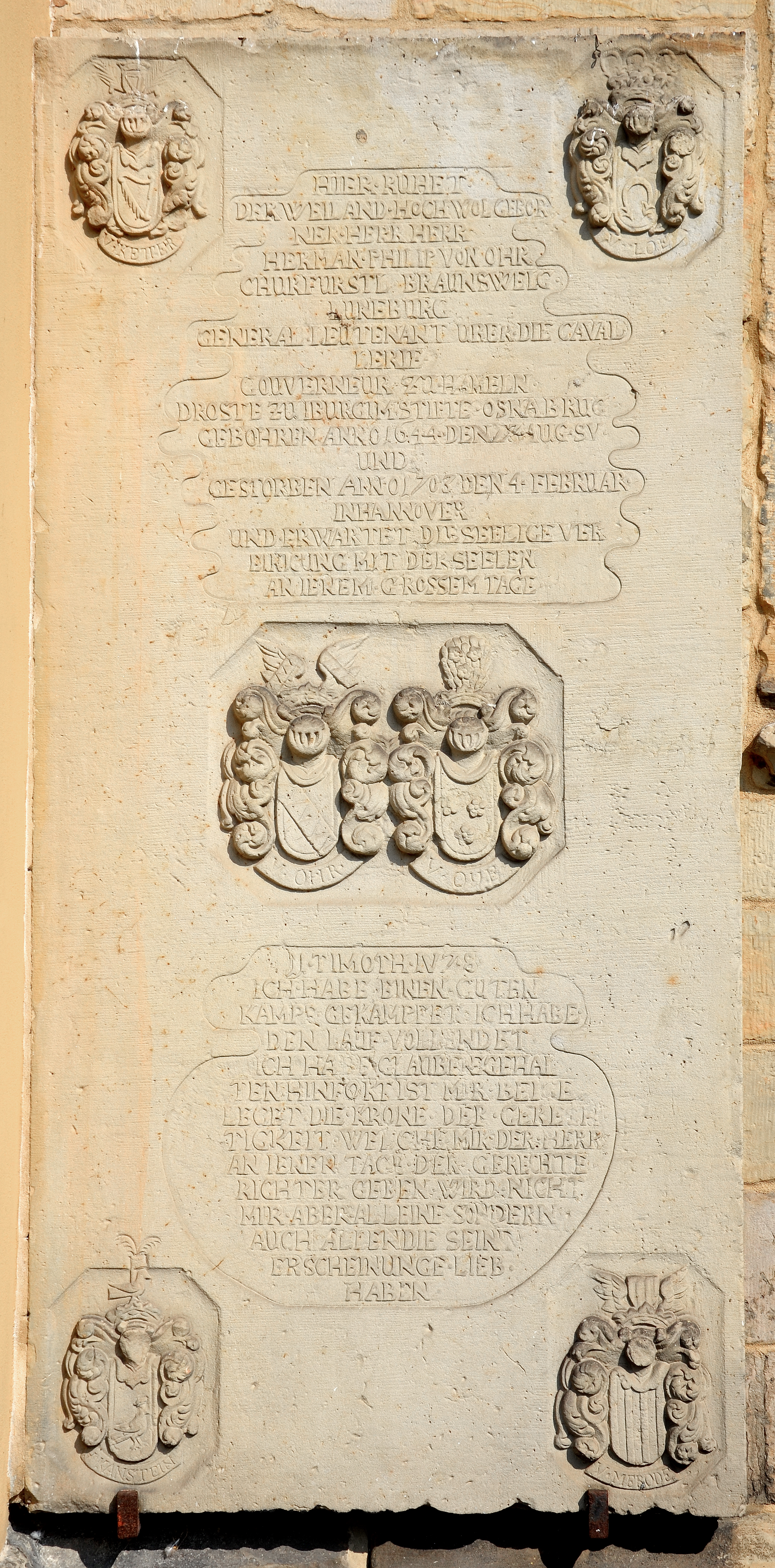
Grabstein des „Hermann Philipp von Ohr“ an der Neustädter Hof- und Stadtkirche in Hannover; mit den sechs Wappen der Adelsgeschlechter von Oer, von der Oye, von Ketter, von Loë, des Geschlechts (Rabe) von Kanstein sowie des Hauses von Merode

Hermann Philipp von Oer war ein Abkömmling des Adelsgeschlechtes von Oer. Er war der Sohn von Eberhard Georg von Oer († 1662) und der Anna Sophia von der Oye (* 1615; † 1690). Seine Ehefrau war Anna Margaretha von Lunnick, die Tochter von Nicolaus Heinrich von Lunnick († 1668) und der Christina von Kettler (? – 1690?). Seine Tochter war die Clara Maria von Oer (1695–1758), die mit ihrem Ehemann Wilhelm von Hammerstein-Gesmold (1683–1730) die Dorothea von Hammerstein (1730–1758) zeugte. Die weiteren Nachkommen führen über die Familien von Munster und von Platen-Hallermund über von Malortie und von dem Bussche-Haddenhausen und weiter über van Amsberg und Willem-Alexander (den König der Niederlande) und seiner Ehefrau Königin Máxima der Niederlande bis zu der am 7. Dezember 2003 geborenen Catharina-Amalia Beatrix Carmen Victoria, Prinzessin von Oranje-Nassau.

### Werdegang
Hermann Philipp von Oer wurde in den letzten Jahren des Dreißigjährigen Krieges 1644 auf dem Rittergut Bruche geboren. 1677 erhielt er die Garde zu Fuß, da deren bisheriger Kommandeur Jobst Moritz von Uffeln Kommandant von Hamburg wurde.
Um die Zeit der sogenannten Zweiten Wiener Türkenbelagerung durch die Truppen des Osmanischen Reiches hatte er sich 1683 als hannoverischer Generalleutnant in den Diensten der Republik Venedig ausgezeichnet.
Zeitweilig war von Oer in der Position des Militärgouverneurs zu Hameln (der Festung Hameln) sowie des Drosts zu Iburg im Hochstift Osnabrück. Er war zudem Stadtkommandant von Osnabrück und wirkte von dem Gut Langelage aus.
Wie zahlreiche andere hochgestellte Beamte des Hofes der Residenzstadt Hannover besaß auch Hermann Philipp von Oer das Privileg, innerhalb der Neustädter Hof- und Stadtkirche St. Johannis beigesetzt zu werden. Von Oers Grabplatte findet sich heute – gleichsam als Epitaph – an der südlichen Außenwand der Kirche im hannoverschen Stadtteil Calenberger Neustadt.